# Pangio signicauda
Pangio signicauda es una especie de pez de la familia Cobitidae en el orden de los Cypriniformes.

## Morfología
• Los machos pueden llegar alcanzar los 4,2 cm de longitud total.
- Número de  vértebras: 54-56.[1]

## Hábitat
Vive en zonas de clima tropical.

## Distribución geográfica
Se encuentra al norte de Birmania.